# Marit Raaijmakers
Marit Raaijmakers (Hippolytushoef, 2 juni 1999) is een Nederlandse wielrenster en baanwielrenster. Ze rijdt sinds 2022 voor Human Powered Health Women
Raaijmakers werd tweede achter Marta Cavalli tijdens het Europees kampioenschap derny in 2019.
In 2022 won ze een bronzen medaille bij de Strandrace van de Nederlandse kampioenschappen Mountainbike.

## Palmares

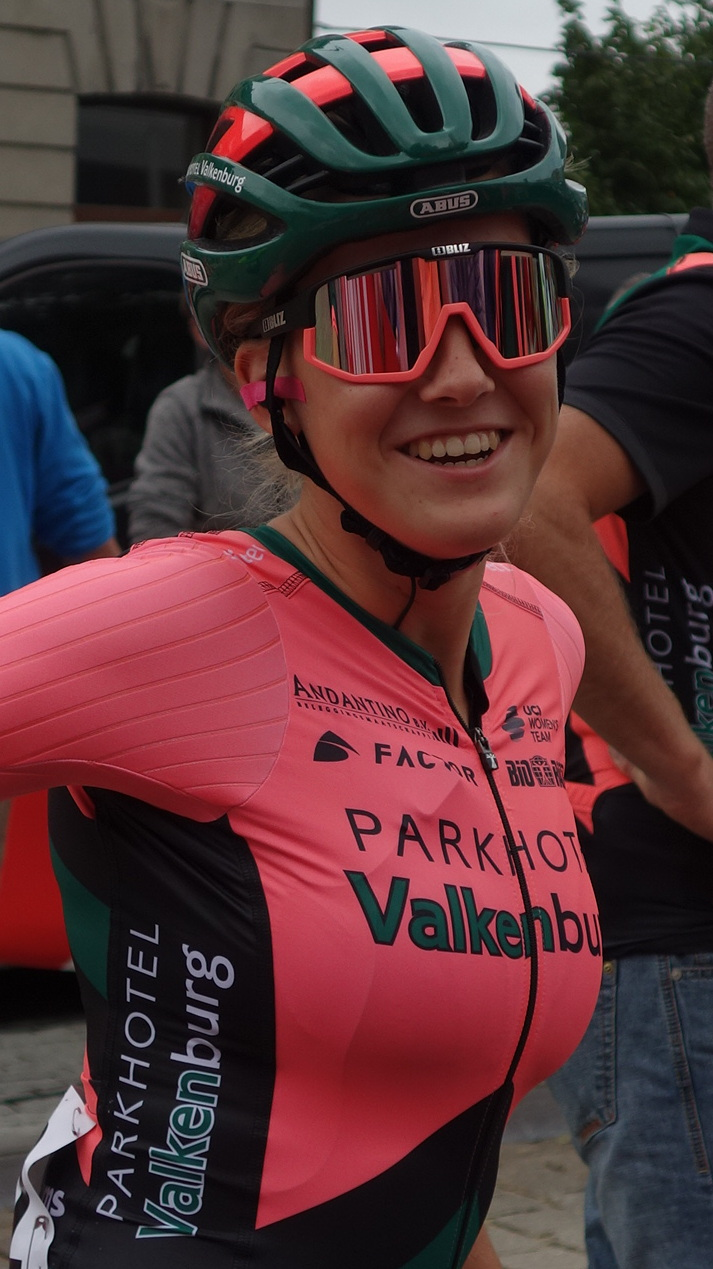
Raaijmakers in de Lotto Belgium Tour 2019

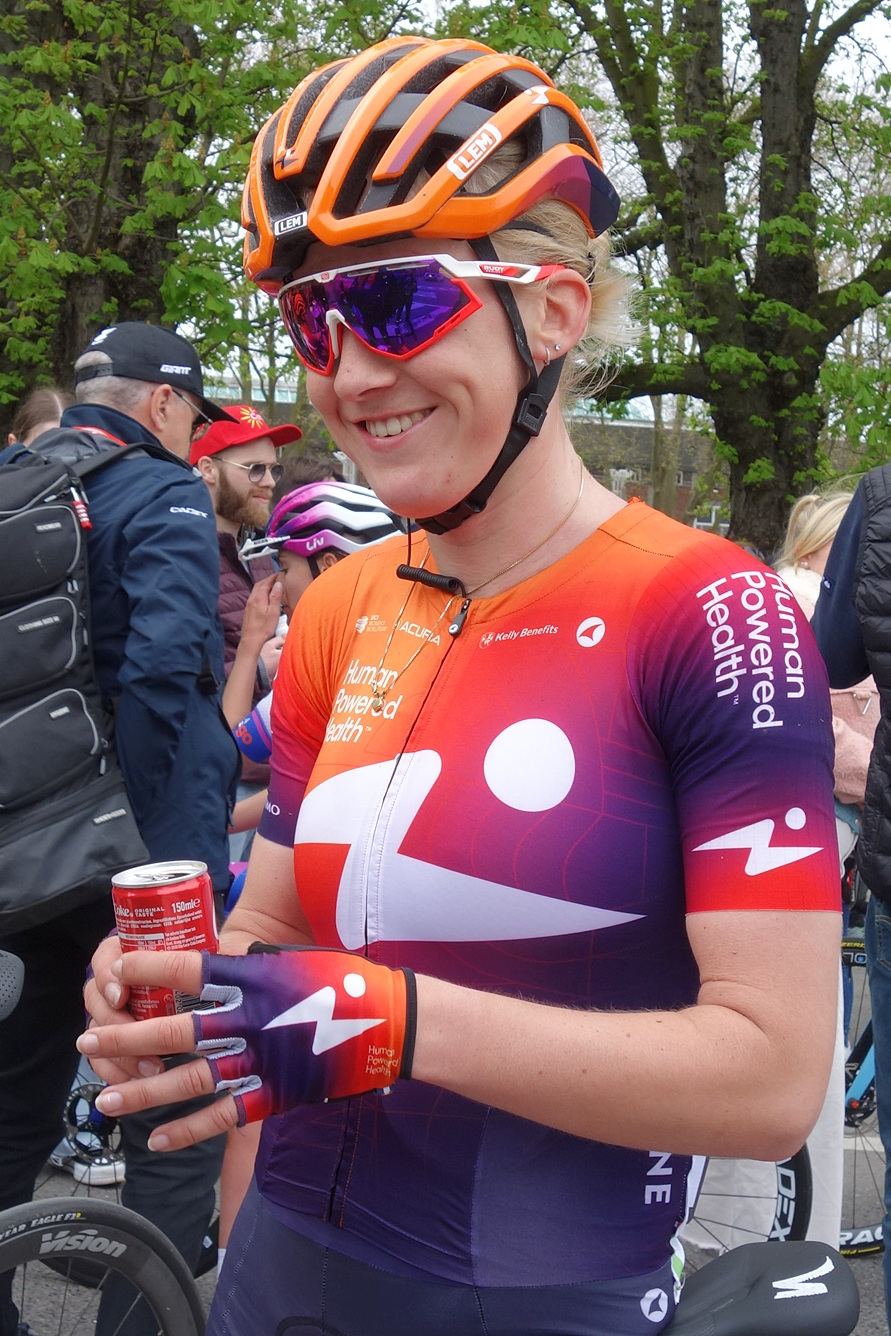
Raaijmakers in Luik-Bastenaken-Luik 2023

### Baanwielrennen
| Jaar         | NK                                                         | EK                                 | WK           | OS           | NC                       | Overig                     |
| Nieuwelingen | Nieuwelingen                                               | Nieuwelingen                       | Nieuwelingen | Nieuwelingen | Nieuwelingen             | Nieuwelingen               |
| ------------ | ---------------------------------------------------------- | ---------------------------------- | ------------ | ------------ | ------------------------ | -------------------------- |
| 2014         | scratch · achtervolging                                    |                                    |              |              |                          |                            |
| 2015         | derny · puntenkoers · achtervolging · ploegenachtervolging |                                    |              |              |                          |                            |
| Junioren     |                                                            |                                    |              |              |                          |                            |
| 2016         | derny · ploegenachtervolging · achtervolging               | ploegenachtervolging · puntenkoers |              |              |                          |                            |
| 2017         |                                                            | ploegenachtervolging               |              |              |                          |                            |
| Beloften     |                                                            |                                    |              |              |                          |                            |
| 2021         |                                                            | koppelkoers · ploegenachtervolging |              |              |                          |                            |
| Elite        |                                                            |                                    |              |              |                          |                            |
| 2017         | derny · koppelkoers · puntenkoers                          |                                    |              |              |                          |                            |
| 2018         | koppelkoers                                                |                                    |              |              |                          |                            |
| 2019         | derny · koppelkoers                                        | derny                              |              |              |                          |                            |
| 2020         |                                                            |                                    |              |              |                          |                            |
| 2021         | afvalkoers · scratch · koppelkoers · puntenkoers           |                                    |              |              |                          |                            |
| 2022         | afvalkoers · koppelkoers · ploegenachtervolging · omnium   |                                    |              |              |                          | Genève: omnium puntenkoers |
| 2023         | koppelkoers · puntenkoers · afvalkoers                     |                                    |              |              | Jakarta: · afvalkoers    | Berlijn: koppelkoers       |
| 2024         | afvalkoers · koppelkoers                                   |                                    |              |              | Hong Kong: · koppelkoers |                            |

### Wegwielrennen

#### Overwinningen
2021 - 2 zeges
1e etappe Watersley Womens Challenge
Eindklassement Watersley Womens Challenge
Bergklassement Watersley Womens Challenge
Jongerenklassement Klimsterstrofee

#### Uitslagen in voornaamste wedstrijden
| Jaar | Ronde van Italië | Ronde van Frankrijk | Ronde van Spanje |
| ---- | ---------------- | ------------------- | ---------------- |
| 2018 |                  |                     | 39e              |
| 2019 | 100e             |                     |                  |
| 2020 |                  |                     |                  |
| 2021 |                  |                     |                  |
| 2022 |                  | 63e                 | 56e              |
| 2023 | 94e              |                     |                  |
| 2024 |                  | opgave              | opgave           |
| 2025 |                  | 72e                 | 28e              |

| Jaar | Gent-Wevelgem | Ronde van Vlaanderen | Amstel Gold Race | Luik-Bast.‑Luik | Waalse Pijl |
| ---- | ------------- | -------------------- | ---------------- | --------------- | ----------- |
| 2018 |               |                      | opgave           |                 |             |
| 2019 | 65e           | 83e                  |                  |                 |             |
| 2020 | 69e           | 63e                  |                  |                 |             |
| 2021 | 70e           | 73e                  | 69e              |                 | 45e         |
| 2022 | opgave        | 46e                  | 84e              |                 |             |
| 2023 | opgave        | 75e                  |                  | 58e             | 61e         |
| 2024 | opgave        |                      |                  | opgave          | 89e         |
| 2025 | 59e           |                      |                  |                 |             |

## Ploegen
- 2018 —  Parkhotel Valkenburg
- 2019 —  Parkhotel Valkenburg
- 2020 —  Parkhotel Valkenburg
- 2021 —  Parkhotel Valkenburg
- 2022 —  Human Powered Health
- 2023 —  Human Powered Health
- 2024 —  Human Powered Health
- 2025 —  Human Powered Health

De Boer · Van der Burg · Buysman · De Gast · Van Gogh · Hoeksma · Raaijmakers · Roberts · De Ruiter · Solovej · Stougje · Uiterwijk Winkel · Van Veen · Wiebes
Adegeest · De Boer · Buysman · Duyck · De Gast · Knetemann · F.Markus · Nagengast · Raaijmakers · De Ruiter · Swinkels · Uiterwijk Winkel · Van der Meer · Van Veen · Vollering · De Vuyst · Wiebes
De Boer · Van der Burg · Buysman · Duyck · De Gast · Van der Hulst · Kasper · Koster · Markus · Nagengast · Nilsson · Raaijmakers · K. Swinkels · S. Swinkels · Van Veen · Vollering · Wiebes
Van Bokhoven · Bos · Bredewold · Buysman · De Gast · Gerritse · Van Haaften · Van der Hulst · Limpens · Markus · Neylan · Nooijen · Raaijmakers · Van Rooijen · Swinkels
Buysman · Christie · Christoforou · Clouse · Kröger · Kuijpers · MacPherson · Malcotti · Raaijmakers · Ray · Schmid · Williams · Yonamine
Buysman · Christie · Christofórou · Clouse · Cordon-Ragot (vanaf 6/4) · Van 't Geloof · Kröger · MacPherson · Malcotti · Pikulik · Raaijmakers · Schmid · Vandenbulcke · Williams · Wood · Yonamine
Birjoekova · Borghesi (vanaf 2/7) · Christie · Cordon-Ragot · Doebel-Hickok · Edwards · Grossetête · Kasper · Malcotti · D. Pikulik · W. Pikulik · Raaijmakers · Ragusa · Williams · Wood · Zanardi · Zanetti
Blanco · Borghesi · Cipressi · Coles-Lyster · Edwards · Grossetête · de Jong · Kasper · Malcotti · Mitterwallner · D. Pikulik · W. Pikulik · Raaijmakers · Ragusa · Schweinberger · Williams · Zanardi